# 西尔万·加尼翁
西尔万·加尼翁（法語：Sylvain Gagnon，1970年5月30日—），加拿大男子短道速滑运动员。他曾代表加拿大参加1992年冬季奥林匹克运动会短道速滑比赛，获得一枚银牌。

## 家庭
弟弟马克·加尼翁。